# Понова вас
Понова вас (словен. Ponova vas) је насељено место у општини Гросупље, Средњесловенска регија, Словенија.

## Историја
До територијалне реорганизације у Словенији била је у саставу старе општине Гросупље.

## Становништво
У попису становништва из 2011. године, Понова вас је имала 569 становника.
| Број становника према пописима | Број становника према пописима | Број становника према пописима |
| ------------------------------ | ------------------------------ | ------------------------------ |
| 1991                           | 2002                           | 2011                           |
| 389                            | 441                            | 569                            |

Напомена: Године 2017. извршена је мања размена територија између насеља Брезје при Гросупљу, Брваце, Цикава, Гросупље, Храстје при Гросупљу, Мало Млачево и Понова вас.